# Братство Сумління (альбом)
«Братство Сумління» — студійний альбом українського рок-гурту Сокира Перуна, випущений 27 квітня 2013 року.

## Список композицій
| #     | Назва               | Тривалість |
| ----- | ------------------- | ---------- |
| 1.    | «Хто Ти»            | 2:59       |
| 2.    | «Повернення N»      | 4:36       |
| 3.    | «Не бійся»          | 3:30       |
| 4.    | «Сокіл»             | 5:37       |
| 5.    | «Перунів вогонь»    | 3:52       |
| 6.    | «14»                | 5:10       |
| 7.    | «Білий черемош»     | 4:28       |
| 8.    | «Під знаком лева»   | 5:09       |
| 9.    | «17 серпня»         | 6:09       |
| 10.   | «Довбуш»            | 5:25       |
| 11.   | «Братство Сумління» | 5:40       |
| 52:35 |                     |            |